# 第96師団 (日本軍)
第96師団（だいきゅうじゅうろくしだん）は、大日本帝国陸軍の師団の一つ。大東亜戦争（太平洋戦争・第二次世界大戦）の末期に済州島の防備強化を目的に編成された師団である。

## 沿革
1945年（昭和20年）2月10日、軍令陸甲下令により、留守第56師団において編成業務に入り仮編成を完結し、第17方面軍隷下に編入され朝鮮に向け出発した。3月30日、留守第20師団・留守第30師団において編成を完結した。
当初の計画では混成旅団を編成する予定だったのが、急遽師団へ変更となった経緯から、師団兵力は師団長以下約8600人足らずで野砲や対戦車兵器を持たず、代わりに迫撃砲と高射機関銃を装備していた。機動力も乏しく、輸送用の自動貨車（トラック）はほとんどなかった。師団迫撃砲隊は3個中隊の編制で構成され、各中隊ごとに歩兵連隊へ分属されていた。
師団は、同月下旬から4月にかけ逐次済州島へ向け出発し、同島北部の済州に到着した。上陸配置直後に同地区警備隊を師団指揮下へ配属、なかでも独立速射砲第32大隊の配属を受け、対戦車砲を装備することが出来た。師団兵力は防衛の重点拠点として主力を北部山麓地帯に配備し、済州飛行場（済州の西方）警備、一部を南西部の海軍の摸瑟浦飛行場へ、さらに漢拏山東方の天然洞窟地帯へ遊撃戦部隊を配備することとした。同年4月には第58軍戦闘序列へ編入となり、北部防衛兵団として対空戦闘および陣地構築に従事した。以後、連合国軍の上陸に備えて防禦陣地の構築などを行っていたが、同年6月の沖縄戦終結後も帝國のシーレーン破壊（飢餓作戦）が優先された関係で連合国軍陸上部隊の朝鮮半島および済州島への上陸は遅れ、本師団は戦闘を交えることなく終戦を迎えた。

その後、進駐米陸軍による武装解除を受け、同年11月上旬に大部は福岡県福岡市の博多港へ引き揚げて任務を完遂した。

## 師団概要

### 歴代師団長
- 飯沼守 予備役中将：1945年2月20日 -
- 玉田美郎 中将：1945年5月23日 - 終戦

### 参謀長
- 清水孝太郎 大佐：1945年（昭和20年）2月20日 - 終戦[1]

### 最終司令部構成
- 参謀長：清水孝太郎大佐
  - 参謀：八坂繁広中佐
  - 参謀：小岩井光夫少佐
- 兵器部長：吉川慶治中佐
- 経理部長：川村雄次郎主計中佐
- 軍医部長：桜田正雄軍医中佐

### 最終所属部隊
- 歩兵第292連隊（福岡、玄22002）：菅道教大佐
- 歩兵第293連隊（大村、玄22003）：越智鶴吉大佐
- 歩兵第294連隊（大村、玄22004）：菊池安一大佐
- 第96師団迫撃砲隊（玄22005）：進士正吉少佐
- 第96師団工兵隊（玄22007）：江崎秀作少佐
- 第96師団通信隊（玄22008）：桂一正大尉
- 第96師団野戦病院（玄22009）：斎藤孝平軍医大尉